# Une fiancée pour deux
Pour plus de détails, voir Fiche technique et Distribution.
Une fiancée pour deux (Kissing a Fool) est une comédie romantique américaine réalisé par Doug Ellin sortie en 1998.

## Fiche technique
- Titre français : Une fiancée pour deux
- Titre original : Kissing a Fool
- Réalisateur : Doug Ellin
- Scénario : James Frey et Doug Ellin
- Producteur : Stephen Tag Mendillo, Andrew Form (en) et Rick Lashbrook
- Musique : Joseph Vitarelli
- Image : Thomas Del Ruth (en)
- Montage : David Finfer
- Décors : Tricia Schneider
- Costumes : Susan Kaufmann
- Dates de sortie :
  - États-Unis : 27 février 1998
  - France : 2001 (Directement en vidéo)

## Distribution
- David Schwimmer – Max Abbitt
- Jason Lee – Jay Murphy
- Mili Avital – Samantha Andrews
- Bonnie Hunt – Linda Streicher
- Kari Wührer – Dara
- Vanessa Angel – Natasha
- Bitty Schram – Vicki Pelam
- Judy Greer – Andrea or 'Drey'
- Frank Medrano – Cliff Randal
- Ron Beattie – Priest
- Doug Ellin – Bartender (and Springer Guest)
- Tag Mendillo – Wedding Guest at Bar (and Springer Guest)
- Justine Bentley – Beautiful Woman at Bar
- Liza Cruzat – Dara's Friend
- Jessica Mills – Dara's Friend #2
- Sammy Sosa – Himself
- Jerry Springer – Himself
- Mike Squire – Spanish Man in Bed
- Marco Siviero – French Man in Bed
- Steve Seagren – Heckler
- Philip R. Smith – Fan on the Street
- Jayson Fate – Rudolpho
- Ross Bon – Blue Kings Lead Singer
- Antimo Fiore – Tony